# Il sospiro del moro
Il sospiro del moro è un dipinto ad olio su tela della fine del XIX secolo, opera dall'artista spagnolo Francisco Pradilla.
Il dipinto raffigura Boabdil, ultimo sultano di Granada, che si volta indietro per dare un'ultima occhiata alla città che ha perso prima di andare in esilio, a seguito della sconfitta contro i Re cattolici che pose fine alla guerra di Granada e fu l'ultimo atto della Reconquista dopo oltre 700 anni di dominio arabo in Spagna.
La tradizione narra che, vedendo ciò, la madre ʿĀʾisha lo rimproverò dicendogli: "Piangi come una donna per il regno che non hai saputo difendere come un uomo".
Il sospiro del moro fu iniziato nel 1879 più o meno nello stesso periodo de La resa di Granada, ma sembra che Pradilla non lo abbia completato fino al 1892 circa.
Il quadro è stato venduto all'asta nel 2018 per 240000 € da un collezionista privato e nel 2021 è stato dichiarato Bien de Interés Cultural.